# Califat de Cologne
 (juin 2015).
Le califat de Cologne est un mouvement islamiste actif en Allemagne et en Turquie entre 1984 et 2004. Il est fondé en 1984 par l'imam turc Cemaliddin Kaplan, mort en mai 1995, et son fils Metin Kaplan.
Cette organisation repose principalement sur 15 articles inspirés des sourates du Coran, par exemple la règle no 7 édicte qu'il n'y a « aucune possibilité d'accord avec les incroyants et avec les régimes politiques qui les représentent. »
L'ensemble des mouvements du califat de Cologne, est appelé fédération des associations et des communautés islamiques (ICCB), ou mouvement Kaplancı. Elle prône le prosélytisme religieux, et souhaite le renversement de la république turque et la restauration du califat, pour imposer un régime islamique. Elle rejette la démocratie considérée comme relevant de l'ordre de l'incroyance.

## Origine
Cemaliddin Kaplan, fils d'un imam d'Erzurum dans le nord-est de la Turquie, étudie les sciences religieuses et fait carrière dans le clergé sunnite officiel, exerçant les fonctions de mufti d'Adana et, un moment, de vice-président de la Présidence des Affaires Religieuses (DIB). Il tente de mobiliser les lettrés musulmans pour renverser le régime laïque en Turquie. Lors du coup d'État de 1980 en Turquie, il est menacé d'arrestation et doit s'exiler en Allemagne de l'Ouest. D'abord proche du Millî Görüş, le principal parti religieux turc inspiré des idées de Necmettin Erbakan, il s'en sépare en 1983 pour fonder son propre mouvement, la fédération des associations et des communautés islamiques (ICCB). Il se réfère aux idées de Sayyid Qutb, le fondateur des Frères musulmans, et prêche un régime islamique basé sur la charia avec le Coran comme constitution. Cependant, il perd des partisans et se trouve à la tête d'un groupe de plus en plus fermé et restreint. À côté de fatwas d'ordre rituel, il en émet d'autres qui visent à promouvoir une révolution islamique en Turquie. Il considère comme authentiquement islamique la révolution iranienne de 1979. En 1992, il proclame un « État fédéral islamique d'Anatolie » (Anadolu Federe İslam Devleti) basé en Allemagne. À sa mort en 1995, son fils Metin Kaplan lui succède. Au début des années 1990, le mouvement Kaplancı comptait plus de 5 000 militants.

## Groupes armés
Pendant son activité en Allemagne, le califat a disposé d'unités paramilitaires qui ont paradé dans le stade de Cologne avec des kalachnikovs factices. Elles avaient pour habitude de se réunir pour écouter des discours dans lesquels étaient lancés des appels au meurtre d'incroyants [réf. nécessaire].
Le califat de Cologne collecte des fonds, recrute des volontaires et organise des exercices militaires  en Allemagne et en Anatolie. Ces volontaires vont combattre en Bosnie-Herzégovine, en Afghanistan et en Tchétchénie. Entre 1999 et 2004, la Turquie est le principal pays d'origine de volontaires djihadistes étrangers en Tchétchénie. 
Metin Kaplan est convaincu d'avoir appelé au meurtre d'un imam concurrent, un jeune médecin turc Halil İbrahim Sofu, qui se faisait appeler le « Calife de Berlin » et avait été assassiné par des inconnus le 8 mai 1997. Metin Kaplan est interpellé en mars 1999 et maintenu en détention. Le 15 novembre 2000, la cour d'appel de Düsseldorf le condamne à 4 ans de prison  ; la Turquie réclame son extradition mais le gouvernement allemand refuse, arguant du refus du gouvernement turc de garantir la vie sauve à l'imam. Le ministère de l'Intérieur allemand, le 12 décembre 2001, décide l'interdiction du Califat et de ses organisations annexes et la confiscation de ses avoirs. En mai 2004, après que la justice allemande eut décidé de son expulsion vers la Turquie qui le réclamait depuis des années, Metin Kaplan prend la fuite. La police le retrouve à Cologne le 10 octobre 2004 et l'extrade vers la Turquie deux jours plus tard. Condamné à l'emprisonnement à vie, sa peine est commuée en 2010 en 17 ans de prison ; il est remis en liberté pour raisons de santé en novembre 2016.

## Liens soupçonnés avec des groupes terroristes
- En 1998, la police turque arrête 25 suspects dont plusieurs adeptes du califat de Cologne, arrivés d'Allemagne, qui avaient prévu de fêter le 75e anniversaire de la création de la République turque en faisant sauter le mausolée de Mustafa Kemal Atatürk à Ankara, le fondateur de la Turquie moderne et laïque[3],[4].

- Dans l'affaire de la cellule terroriste de Hambourg, des pistes semblent remonter vers le califat de Cologne [réf. nécessaire].

- En décembre 2000, un groupe djihadiste basé à Francfort, composé d'Algériens et de Franco-Algériens dont certains étaient passés par l'Afghanistan, prépare un attentat contre le marché de Noël de Strasbourg. Ils sont arrêtés et condamnés en 2003[5],[6]. Les liens de ce groupe avec le califat de Cologne ne sont pas confirmés.

## Journaux et TV
Le califat de Cologne, dispose à ce jour (juillet 2004) de deux journaux, de la chaîne de télévision Hakk-TV qui émet sur Eutelsat et qui a une très importante audience en Turquie, mais aussi dans les pays d'Europe où résident des Turcs [réf. nécessaire].
Sur cette chaîne TV, Metin Kaplan adresse régulièrement son salut officiel à Oussama ben Laden [réf. nécessaire].

## Les finances
Le califat de Cologne est officiellement alimenté par des fonds importants en provenance de ses adeptes en Allemagne, mais aussi en Belgique, en France, aux Pays-Bas, en Autriche et en Suisse [réf. nécessaire].
En avril 1998, lors d'une perquisition au domicile de Metin Kaplan, la police avait saisi 2 millions de Deutsche Marks en billets de banque et plusieurs kilogrammes d'or [réf. nécessaire].